# Günter Oskar Dyhrenfurth
Günter Oskar Dyhrenfurth (ur. 12 listopada 1886 we Wrocławiu, zm. 14 kwietnia 1975 w Szwajcarii) – szwajcarski alpinista i geolog niemieckiego pochodzenia. Alpinista i himalaista, znawca tematyki Himalajów. Honorowy członek stowarzyszeń górskich takich jak: Alpine Club, Club Alpino Italiano, Austriacki Związek Alpejski, Szwajcarski Klub Alpejski, Polski Związek Alpinizmu.

## Życie prywatne
Był synem lekarza Oskara Roberta Dyhrenfurtha i Käthe Dyhrenfurth z domu Bayer (córki Hermanna Bayera, śląskiego malarza). 10 maja 1911 roku poślubił Hettie Heymann, z którą miał troje dzieci. W 1923 roku przeprowadzili się do Salzburga ze względów ekonomicznych, zaś po trzech latach do Zurychu w Szwajcarii.

## Kariera naukowa
W latach 1904–1909 Dyhrenfurth studiował geologię na uniwersytetach we Fryburgu Bryzgowijskim, Wiedniu i Wrocławiu, co zwieńczył uzyskaniem 28 czerwca 1909 r. promocji doktorskiej. Cztery lata później 25 października 1913 obronił rozprawę habilitacyjną. W 1919 został mianowany profesorem tytularnym, a 22 lipca 1922 r. profesorem nadzwyczajnym Uniwersytetu Wrocławskiego.
Po dojściu do władzy w Niemczech Adolfa Hitlera złożył swoją profesurę w Niemczech.

## Wyprawy wspinaczkowe
- 1897 – pierwsze wyprawy wspinaczkowe w masywie Ortleru pod opieką ojca
- 1903 – zdobycie pierwszego czterotysięcznika – Jungfrau (4158 m)
- 1903–1905 – wyprawy wspinaczkowe w Sudety
- 1905, 1906, 1907, 1915 – wyjazdy w Tatry
- 1906–1912 – prowadzenie badań Dolomitów Engadyńskich w ramach prac w Instytucie Geologicznym we Wrocławiu
- I wojna światowa – służba jako referent alpejski na froncie tyrolskim (w Dolomitach i masywie Ortleru)
- 1930 – wyprawa w Himalaje pod kierownictwem G. O. Dyhrenfurtha, w celu zdobycia Kangczendzongi (8586 m) – po rezygnacji ze zdobycia Kangczendzongi wyprawa wyruszyła na sąsiedni niezdobyty jeszcze wówczas szczyt Jongsong Peak (7459 m), który 3 czerwca został zdobyty przez Hermana Hoerlinga i Erwina Schneidera. 8 czerwca również Dyhrenfurth zdobył ten szczyt oraz sąsiedni wierzchołek (7422 m).
- 1934 – kolejna wyprawa w Himalaje pod przewodnictwem Dyhrenfurtha. Pierwotnym celem tej wyprawy był Gasherbrum II (8034 m), na miejscu okazało się, że ten szczyt przekracza możliwości wyprawy i za nowy cel obrano Sia Kangri (7422). Sia Kangri został zdobyty 12 sierpnia przez Hansa Ertla i Albrechta Höchta. Później szczyt został zdobyty również przez Dyhrenfurtha oraz przez jego żonę Hettie (biorącą również udział w tej wyprawie).